# منحنی جاده
منحنی جاده (انگلیسی: Road curve)
پیچ‌های نامنظم در جاده‌ها هستند تا تغییر جهت را به تدریج ایجاد کنند. منحنی های مشابه در راه آهن و کانال وجود دارد.
منحنی های ارائه شده در صفحه افقی به عنوان منحنی های افقی شناخته می شوند و عموما دایره ای یا سهمی هستند. منحنی های ارائه شده در صفحه عمودی به عنوان منحنی عمودی شناخته می شوند.
پنج نوع منحنی افقی در جاده ها و راه آهن وجود دارد:
- منحنی ساده
- منحنی مرکب
- منحنی انتقال
- منحنی معکوس
- منحنی انحراف

دو نوع پیچ عمودی در جاده ها:
- منحنی دره
- منحنی قله